# Стево Николич
Стево Ніколич (босн. Stevo Nikolić; 4 грудня 1984, Шамац, СФРЮ) - боснійський футболіст, нападник. Гравець боснійського клубу «Железнічар».

## Клубна ікар'єра
Ніколич народився в Шамац, Соціалістична Республіка Боснія і Герцеговина. Він почав грати в місцевому клубі «Борац», а коли йому виповнилося 15 років, перейшов в «Обилич» з Белграда. Потім він провів 2 роки в основній команді.
У 2004 повернувся до Боснії, підписавши контракт з чинним володарем кубка «Модрича». Він грав там до 2008, поки не перейшов в румунський «Оцелул». У 2010 підписав контракт з «Борац», за сезон в якому виграв чемпіонат Боснії. Після одного сезону в Боснії перебрався в угорський «Дебрецен».

## Міжнародна кар'єра
Дебютував за національну збірну в 2008 році.